# Балцаци (Олт)
Балцаци (рум. Bălțați) насеље је у Румунији у округу Олт у општини Скорничешти. Oпштина се налази на надморској висини од 182 m.

## Становништво
Према подацима из 2002. године у насељу је живело 592 становника, од којих су сви румунске националности.